# Scott O’Dell
Scott O’Dell (* 23. Mai 1898 in Los Angeles; † 15. Oktober 1989) war ein US-amerikanischer Schriftsteller.

## Werk
O’Dell schrieb viele Jugendromane, die sich häufig mit den Indianern Nordamerikas beschäftigen, und eine Geschichte Kaliforniens.
Insel der blauen Delphine war sein erstes Jugendbuch und wurde 1963 mit dem deutschen Jugendliteraturpreis und der Newbery Medal ausgezeichnet. Das Buch Die schwarze Perle wurde sogar verfilmt. Weitere Bücher sind: Geh heim, Navaho-Mädchen und Das verlassene Boot am Strand. Scott O’Dell erhielt 1972 den Hans-Christian-Andersen-Preis für sein Gesamtwerk.

## Romane
- Die schwarze Perle, OT: The Black Pearl, Übers. Roswitha Plancherel, dtv junior, München 1971, ISBN 3-423-07029-3
- Vor dem Richter des Königs, OT: The King’s Fifth, Übers. Maja Mampell, Benziger, Köln 1971, ISBN 3-545-35101-7
- Insel der blauen Delphine, OT: Island of the Blue Dolphins, Übers. Roswitha Plancherel, Benziger, Köln 1971, ISBN 3-545-35057-6
- Geh heim, Navaho-Mädchen, OT: Sing Down the Moon, Übers. Roswitha Plancherel, illustriert von Erhard Schreier, Walter Verlag, Freiburg 1973, ISBN 3-530-62124-2
  - auch als Singe, wenn der Mond untergeht, Neues Leben, Berlin 1973
- Schwertfisch voraus. Die Kreuzfahrt der Polarstern, OT: The Cruise of the Arctic Star, Übers. Elspeth Borer, Walter, Freiburg 1975, ISBN 3-530-62125-0
- Das dunkle Kanu, OT: The Dark Canoe, Übers. Roswitha Plancherel, dtv junior, München 1975, ISBN 3-423-07165-6
- Das verlassene Boot am Strand, OT: Zia, Übers. Inge M. Artl, Benziger, Köln 1978, ISBN 3-545-33074-5, Fortsetzung von Insel der blauen Delphine
- Sohn des Feuers, OT: Child of Fire, Übers. Fred Schmitz, Benziger, Köln 1980, ISBN 3-545-32162-2
- Das Feuer von Assisi, OT: The Road to Damietta, Übers. Christa Broermann, Benziger, Köln 1986, ISBN 3-545-33135-0
- Vogelmädchen, OT: Streams to the River, River to the Sea, Übers. Christa Mitscha-Märheim Ueberreuter, Wien 1988, ISBN 3-8000-2726-7
  - auch als Abenteuer am Missouri Ueberreuter, Wien 1997, ISBN 3-8000-2520-5
- Ich und Poseidon, OT: Alexandra, Übers. Christa Mitscha-Märheim, Ueberreuter, Wien 1989, ISBN 3-8000-2731-3
- Black Star und Leuchtende Morgenröte, OT: Black Star, Bright Dawn, Übers. Beata Stieger, Müller, Wien 1990, ISBN 3-275-00997-4
  - auch als Abenteuer in Eis und Schnee, Franz-Joachim Schneider, München 1995, ISBN 3-505-10005-6
- Ich heisse nicht Angelika, OT: My Name is Not Angelica, Übers. Heike Brandt, Elefanten Press, Berlin 1992, ISBN 3-88520-416-9
- Serena und der Schlangenring, OT: The Serpent Never Sleeps, Übers. Anja Asmus, Müller Rüschlikon, Wien 1992, ISBN 3-275-01029-8
- Rollender Donner, OT: Thunder Rolling in the Mountains, Übers. Hans-Georg Noack, Arena Verlag, Würzburg 1996, ISBN 3-401-04593-8

## Nicht übersetzte Bücher
- Woman of Spain, 1934
- Hill of the Hawk, 1947
- Country of the Sun: Southern California, an Informal Guide, 1957
- The Sea is Red, 1958
- Journey to Jericho, 1964
- The Treasure of Topo-El-Bampo, 1972
- The Hawk That Dare Not Hunt by Day, 1975
- The 290, 1976
- Carlota, 1977
- Kathleen, Please Come Home, 1978
- The Captive, 1. Teil der Seven Serpents Trilogie, 1979
- Daughter of Don Saturnino, 1979
- Sarah Bishop, 1980
- The Feathered Serpent, 2. Teil der Seven Serpents Trilogie, 1981
- The Spanish Smile, 1982
- The Castle in the Sea, 1983
- The Amethyst Ring, 3. Teil der Seven Serpents Trilogie, 1983
- Venus Among the Fishes, mit Elizabeth Hall, 1995